# Bathippus macroprotopus
Bathippus macroprotopus es una especie de araña saltarina del género Bathippus, familia Salticidae. Fue descrita científicamente por Pocock en 1898.

## Distribución
Habita en Islas Salomón.